# Freya rustica
Freya rustica är en spindelart som först beskrevs av Peckham, Peckham 1896.  Freya rustica ingår i släktet Freya och familjen hoppspindlar. Inga underarter finns listade i Catalogue of Life.